# Orientseglare
Orientseglare (Apus pacificus) är en östasiatisk fågel i familjen seglare. Arten är en mycket sällsynt gäst i Europa, med bland annat två fynd i Danmark och fem i Sverige. IUCN kategoriserar den som livskraftig. 

## Utbredning och systematik
Orientseglaren är en östasiatisk fågelart som omfattar fåglar häckande från Pakistan österut till Vietnam och norrut till sydöstra Ryssland. Den delas in i fyra underarter med följande utbredning:
- Apus pacificus pacificus – häckar i Ryssland, från Sibirien till Kamtjatka, norra Kina och norra Japan; övervintrar i Indonesien, Melanesien och Australien inklusive Tasmanien (men inte i öknarna i väster)
- Apus pacificus kanoi – häckar i södra Japan, östra Kina, Taiwan och norra Filippinerna i Batanöarna; övervintrar i Sydostasien
- Apus pacificus salimalii – häckar på östra tibetanska platån och i västra Sichuan; utbredning vintertid är okänd
- Apus pacificus leuconyx – häckar i yttre Himalaya och i Assam Hills; övervintrar i Indien
- Apus pacificus cooki – häckar i låglänta Myanmar, Thailand, Vietnam samt södra Yunnan och Guangxi i sydvästra och sydöstra Kina; flyttar vintertid åtminstone till Malackahalvön

Underarterna salimalii, leuconyx och cooki urskildes tidigare som tre egna arter ("tibetseglare", "himalayaseglare" respektive "karstseglare") baserat på studier. En studie från 2012 visar också att artkomplexet möjligen inte är monofyletiskt, där "karstseglaren" står nära khasiseglare (A. acuticauda). I AviList förenas de dock åter i orientseglaren i väntan på tydligare studier.

### Förekomst i Europa
Enstaka fynd har gjorts i Västeuropa: nio fynd i Storbritannien, två fynd i Danmark, ett fynd vardera på Island och i Nederländerna samt fem fynd i Sverige, varav det första i Halland 1999.
 2013–2015 observerades vad man tror var en och samma individ vid Kvismaren i Närke samt Flinesjön i Dalarna. Den har även setts i exempelvis Nya Zeeland och USA.

## Utseende och läte
Orientseglaren liknar tornseglare (Apus apus) i utseende och storlek, men har en vit övergumpsfläck. Skillnaderna från tornseglare är annars små, som att den har en djupare kluven stjärt, längre vingar, proportionellt slankare kropp och grövre huvud. Dess vita hakfläck brukar också vara något större. Könen är identiska i utseende, även om ungfåglar kan identifieras genom bleka fransar på vingfjädrarna, som saknas på adulta. Lätet är ett skri som är typiskt för familjen, starkare än tornseglarens och tydligt skrovligt med en fallande tonhöjd på slutet: vriiyh.
Skillnaderna mellan de olika underarterna (eller arterna) är små och subtila. "Tibetseglaren" har relativt lång stjärt, smal vit övergump samt mycket smalare och mot näbben avsmalnande vit strupfläck. Karakteristiskt är också brun hjässa och nacke som kontrasterar med den glansigt svarta manteln. "Himalayaseglare" är minst med kortast stjärt och strupfläcken är bred och smutsvit med tunna mörka streck och diffus gräns mot övre delen av bröstet. Bröstet är vidare brunt, ljusare än hos släktingarna, mot nedre delen av bröstet och resten av undersidan mörkare. Båda arter saknar orientseglarens bleka fjäderspetsar på undersidan. "Karstseglaren" slutligen är grönglänsande och har påfallande grund stjärtklyvning.

## Levnadssätt
Orientseglare är anpassade till ett liv i luften och slår sig bara tillfälligt ner på marken. Benen är korta och används främst till att hålla sig kvar mot lodräta ytor. Födan består av flygande insekter, som fångas i flykten.

### Häckning
Orientseglaren har ett stort utbredningsområde som omfattar flera klimatzoner och många naturtyper. Den häckar på skyddade platser som grottor och naturliga klippskrevor eller under utskjutande hustak, och samma boplats används från ett år till ett annat. Boet är skålformat och byggt av torrt gräs och andra fina material som fångas i luften, cementeras med saliv och ansluts till en vertikal yta. 
Häckningssäsongen infaller mellan juni och juli och honan lägger 1-3 helvita ägg som ruvas av både hanen och honan i 19-22 dygn Därefter stannar ungarna en lång och varierande tid i boet, innan de är fullt utvecklade. När föräldrarna på grund av dåligt väder inte kan finna tillräckligt med mat kan ungarna överleva i flera dagar utan att bli matade, genom att förbruka sitt eget kroppsfett.

### Föda
Liksom de andra medlemmarna i familjen livnär sig orientseglaren uteslutande på insekter som fångas i flykten. De brukar jaga högre upp i luften än de flesta av sina släktingar. Undantaget är taggstjärtseglaren. 

## Status
Orientseglaren har en stor population och ett omfattande häckningsområde, och står inför mycket få hot från rovdjur och mänskliga aktiviteter. Den är klassad som livskraftig av den Internationella naturvårdsunionen IUCN.